# Нурхан, Ант
Ант Нурхан (тур. Ant Nurhan, род. 8 декабря 1995 г. в г. Стамбул, Турция), известный мононимно как Ант (тур. Ant) — эстонский певец турецкого происхождения. Победитель 9-го сезона конкурса талантов Eesti otsib superstaari. 

## Карьера
В 2022 году Нурхан выступил в телевизионном шоу Kanal 2 "Ma näen su häält". Он также выиграл традиционный конкурс вокалистов школы вокального пения WAF Best of WAF 2023 в старшей возрастной группе. Позже, в 2023 году, он принял участие в девятом эстонском шоу талантов Eesti otsib superstaari и победил в том сезоне. В ноябре 2024 года было объявлено, что Ант примет участие в Eesti Laul 2025 с песней "Tomorrow Never Comes" ("Завтра никогда не наступит").

## Личная жизнь
Нурхан живет в Эстонии с 2018 года и улучшил свои знания эстонского языка в основном благодаря пению. Он женат, его жену зовут Лиина, и у них есть дочери Ада Линда и Адель, которая родилась во время записи альбома Eesti otsib superstaari.